# نهر برونكس

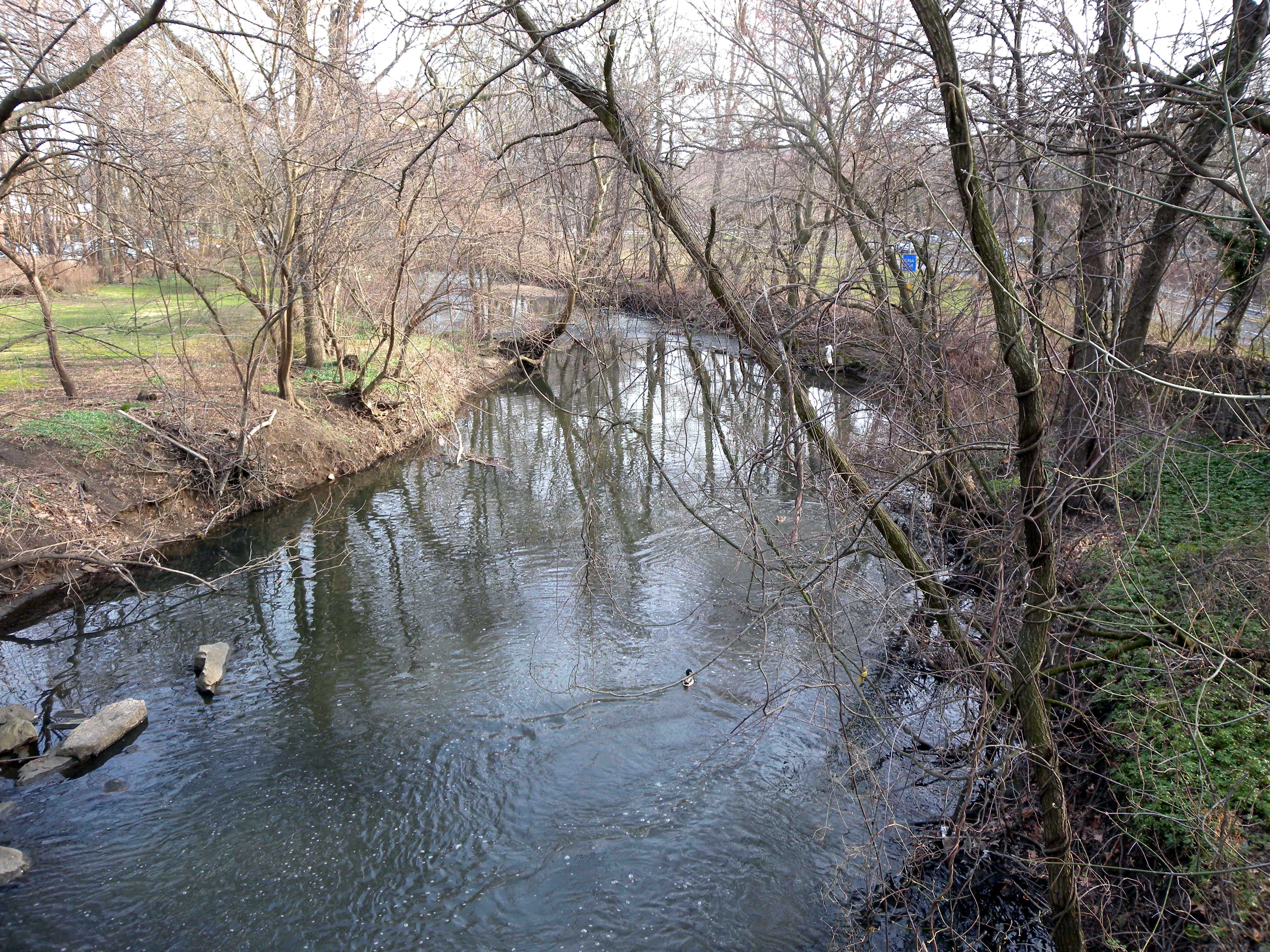
نهر برونكس في برونكفيل، مقاطعة ويستتشستر.

نهر برونكس (بالإنجليزية: Bronx River)‏ أحد أنهار ولاية نيويورك يمر عبر حي برونكس ويبلغ طوله حوالى 39 كم. يَتدفق هذا النهر عبر جنوب شرق نيويورك في الولايات المتحدة الأمريكية، وقد سُمي نسبة إلى متسوطن المستعمرات جوناس برونك. نهر برونكس هو نهر المياه العذبة الوحيد في مدينة نيويورك، وهو يَتدفق أيضاً عبر حديقة حيوانات برونكس ضمن المدينة.

## وصلات خارجية
1. ↑  Berger، Joseph (19 يوليو 2010). "Reclaimed Jewel Whose Attraction Can Be Perilous". نيويورك تايمز. مؤرشف من الأصل في 2018-03-23. اطلع عليه بتاريخ 2010-07-21.; all the other rivers within the city are straits and tidal estuaries, and the tidal lower reach of the نهر هدسون.